# Omagh (película)
Omagh es una película irlandesa dirigida por Pete Travis. Examina el atentado de Omagh de 1998, que fue reivincado por el IRA Auténtico y se saldó con una cifra de 29 muertos y más de 200 heridos.

## Argumento
El Reino Unido e Irlanda llegan a un acuerdo de paz con el IRA por lo que la población se preparaba en junio de 1998 para votar en referéndum. Un grupo de disidentes, conocidos como el IRA Auténtico, decide tensar más la cuerda en una pequeña localidad de Irlanda del Norte (Omagh) en el que siempre habría habido buena convivencia entre católicos y protestantes colocando un coche bomba en plena hora punta.
- Datos: Q3351804